# 國家電視藝術與科學學院
“國家電視藝術與科學研究院”（National Academy of Television Arts & Sciences；縮寫“ NATAS””）是1955年美國成立的機構旨在促進電視的藝術與科學發展。。 NATAS的總部位於紐約，是全國性的組織於美國各地設有本地分會。 直到2007年，它也被稱為“國家電視學院”（NTA）。

## 起源
唐·迪福爾協助安排了艾美獎在1955年3月7日首次在國家電視台播出。
國家電視學院（NTA）董事會於2002年6月一致批准在德克薩斯州成立“孤星”一章，並在四年內成長為美國最大的一章。

## 資料來源
1. ↑  . lonestaremmy.org.   [2017-07-24]. （原始内容存档于2019-06-06） （美国英语）.
2. ↑  .   [2010-07-11]. （原始内容存档于2009-11-17）.Academy Formation and Boundary